# Stephanie Beatriz
Stephanie Beatriz, született Stephanie Beatriz Bischoff Alvizuri (Neuquén, 1981. február 10. –) argentin-amerikai színésznő.
Ismertebb szerepei közé tartozik Rosa Diaz a Brooklyn 99 – Nemszázas körzet című televíziós sorozatban. Szerepelt még a BoJack Horseman című animációs Netflix-sorozatban, valamint a Lego-kaland második részében is.

## Életpályája
Stephanie Beatriz Bischoff Alvizuri-ként született Argentína Neuquén tartományában, 1981. február 10-én, kolumbiai apának és bolíviai anyának. Amikor kétéves volt, szüleivel és húgával Texasba költöztek. Beatriz a Clear Brook gimnáziumba járt Texasban, utána pedig a Mussouri állambeli Stephens College-ba járt, ahonnan 2002-ben diplomázott színházi tanulmányokból (Theater Studies).
Diplomája megszerzése után New Yorkba költözött, hogy színészkarrierje beindulhasson. Ezután számos színdarabban szerepelt többek között az Oregon Shakespeare Festival, a TheatreWorks USA színházakban. Játszott a Rómeó és Júliában, az Othellóban, valamint a Szeget szeggelben is.
2010-ben Los Angeles városába költözött. Első alkalommal 2009-ben kapott lehetőséget a televízióban, amikor a TNT csatorna "A főnök" (The Closer) egy epizódjában szerepelt. Később szerepelt egy TV filmben is. 2013-ban beválogatták a Modern család című sorozatba, amiben Sofía Vergara húgát játszotta négy epizód erejéig. 2013-ban jelentkezett Amy szerepére a "Brooklyn 99 – Nemszázas körzet" sorozatban, azonban Melissa Fumero-t vették fel a szerepre. Ezután a szereplőválogató visszahívta Beatrizt, hogy egy másik karakterre jelentkezzen. A válogató sikeres volt, és végül meg is kapta Rosa szerepét.
Különlegesnek számított, hogy két latin származású karakter főszereplőként jelenjen meg egy sorozatban, így Fumero és Beatriz is meglepett volt, hogy mindkettejüket beválogatták. A sorozatot az NBC csatorna 2019 novemberében újította meg a nyolcadik évadra. 2016-ban Gertie szerepét alakította a "Jégkorszak – A nagy bumm" című animációs filmben.
A színésznőt 2018-ban választották be a "Bojack Horseman" című Netflix-sorozat ötödik évadjára, néhány epizód erejéig Gina karakterét alakította. 2019 áprilisában jelentették be Beatriz szereplését Lin-Manuel Miranda musicaladaptációjában, a "New York peremén"-ben (In The Heights). A film eredetileg 2020-ban jelent volna meg a mozikban, de a COVID–19 pandémia miatt elhalasztották, 2021 júniusában lett bemutatva.

## Magánélete
2016-ban Twitterjén jelentette be, hogy biszexuális. A Vulture magazinnak elmondta, 11 éves korában került tisztába szexualitásával.
2017 októberében eljegyezték egymást Brad Hoss-szal. Egy évvel később, 2018 októberében házasodtak össze Los Angelesben.

## Filmográfia

### Film
| Év   | Magyar cím                        | Eredeti cím                                           | Szerep                        | Magyar hang    |
| ---- | --------------------------------- | ----------------------------------------------------- | ----------------------------- | -------------- |
| 2013 | Átmeneti állomás                  | Short Term 12                                         | Jessica                       |                |
| 2014 | Te nem vagy te                    | You're Not You                                        | Jill                          | Lamboni Anna   |
| 2016 |                                   | Pee-wee's Big Holiday                                 | Freckles                      |                |
| 2016 | Jégkorszak – A nagy bumm          | Ice Age: Collision Course                             | Gertie (hangja)               | Kiss Eszter    |
| 2016 |                                   | The Pistol Shrimps (dokumentumfilm)                   | önmaga                        |                |
| 2017 |                                   | The Light of the Moon                                 | Bonnie                        |                |
| 2018 |                                   | Half Magic                                            | Candy                         |                |
| 2018 |                                   | Emmet's Holiday Party: A Lego Movie Short (rövidfilm) | Káosz tábornok (hangja)       |                |
| 2019 | A Lego-kaland 2.                  | The Lego Movie 2: The Second Part                     | Káosz tábornok (hangja)       | Mórocz Adrienn |
| 2021 | In the Heights – New York peremén | In the Heights                                        | Carla                         |                |
| 2021 | Encanto                           | Encanto                                               | Mirabel Madrigal (hangja)     | Gubik Petra    |
| 2022 |                                   | Catwoman: Hunted                                      | Kate Kane / Batwoman (hangja) |                |
| 2022 | Bob burgerfalodája – A film       | The Bob's Burgers Movie                               | Chloe Barbash (hangja)        |                |
| 2023 |                                   | Reverse the Curse                                     | Mariana                       |                |
| 2023 |                                   | First Time Female Director                            | Lisa                          |                |

### Televízió

#### Színészként
| Év        | Magyar cím                       | Eredeti cím                               | Szerep           | Megjegyzések                                                                  |
| --------- | -------------------------------- | ----------------------------------------- | ---------------- | ----------------------------------------------------------------------------- |
| 2009      | A főnök                          | The Closer                                | Camilla Santiago | 1 epizód                                                                      |
| 2012      |                                  | The Smart One                             | Natalee          | tévéfilm                                                                      |
| 2013      | Terepen                          | Southland                                 | Belinda Cargrove | 1 epizód                                                                      |
| 2013      | Jessie                           | Jessie                                    | Salma Espinoza   | 1 epizód                                                                      |
| 2013      | Hello Ladies                     | Hello Ladies                              | portás           | 1 epizód                                                                      |
| 2013–2019 | Modern család                    | Modern Family                             | Sonia Ramirez    | 4 epizód                                                                      |
| 2013–2021 | Brooklyn 99 – Nemszázas körzet   | Brooklyn Nine-Nine                        | Rosa Diaz        | - főszereplő (151 epizód) - rendező (1 epizód) - magyar hangja: - Balogh Anna |
| 2014      |                                  | Top Chef Duels                            | önmaga           | 1 epizód                                                                      |
| 2017      |                                  | The New V.I.P.'s                          | Elena            | tévéfilm                                                                      |
| 2018      | Gordon Ramsay – A pokol konyhája | Hell's Kitchen                            | önmaga           | 1 epizód                                                                      |
| 2019      |                                  | One Day at a Time                         | Pilar            | 1 epizód                                                                      |
| 2019      | A sötétség titkai                | Into the Dark                             | Elena            | - 1 epizód - magyar hangja: - Berkes Boglárka                                 |
| 2019      |                                  | The Unauthorized Bash Brothers Experience | Val Gal          | varieté különkiadás                                                           |
| 2020      | Reno 911! – Zsaruk bevetésen     | Reno 911!                                 | Sofia, drogbáró  | 1 epizód                                                                      |
| 2023–     | Twisted Metal                    | Twisted Metal                             | Quiet            | - 10 epizód - magyar hangja: - Nagy Blanka                                    |
| 2025–     | Beépített öregúr                 | A Man on the Inside                       | Didi             | - főszereplő - magyar hangja: - Németh Borbála                                |

#### Szinkronszínészként
| Év        | Magyar cím                      | Eredeti cím                     | Szinkronszerep                                    | Megjegyzések                                 |
| --------- | ------------------------------- | ------------------------------- | ------------------------------------------------- | -------------------------------------------- |
| 2015      |                                 | Axe Cop                         | Hasta Mia                                         | 1 epizód                                     |
| 2017      |                                 | Danger & Eggs                   | Luke seriff / Banjo kapitány / jótékonykodó hölgy | 4 epizód                                     |
| 2017–2022 | Bob burgerfalodája              | Bob's Burgers                   | több szereplő                                     | 12 epizód                                    |
| 2018–2019 | BoJack Horseman                 | BoJack Horseman                 | Gina Cazador                                      | 9 epizód                                     |
| 2019      |                                 | Twelve Forever                  | Conelly                                           | 2 epizód                                     |
| 2020      | Family Guy                      | Family Guy                      | Hostess                                           | 1 epizód                                     |
| 2020      | Elena, Avalor hercegnője        | Elena of Avalor                 | Ixlan                                             | 3 epizód                                     |
| 2020      | Varázslók: Arcadia meséi        | Wizards                         | Callista / Nimue / Lady of the Lake               | 7 epizód                                     |
| 2020–2021 | Kacsamesék                      | Duck Tales                      | Gosalyn Waddlemeyer                               | 2 epizód                                     |
| 2020–2021 | Nagynéném, a partiarc           | Chicago Party Aunt              | Giuliana                                          | 3 epizód                                     |
| 2020–2022 |                                 | Central Park                    | Enrique                                           | 9 epizód                                     |
| 2021      | Jurassic World: Krétakori tábor | Jurassic World: Camp Cretaceous | Tiff                                              | 5 epizód                                     |
| 2021      |                                 | Devil May Care                  | Gloria                                            | 7 epizód                                     |
| 2021      | A Casagrande család             | The Casagrandes                 | Blanca Guzman                                     | 1 epizód                                     |
| 2021      | A Q-egység                      | Q-Force                         | Mira Popadopolous                                 | - főszereplő - magyar hangja: - Molnár Ilona |
| 2021–2023 |                                 | Alpha Betas                     | Jane / Ruby                                       | 6 epizód                                     |
| 2022–2024 | A Vox Machina legendája         | The Legend of Vox Machina       | Kima                                              | 6 epizód                                     |

## Díjak és jelölések
| Év   | Díj                                  | Kategória                                                  | Munka                                                         | Eredmény |
| ---- | ------------------------------------ | ---------------------------------------------------------- | ------------------------------------------------------------- | -------- |
| 2020 | Gracie Allen Awards                  | Kiemelkedő színésznő vígjátéksorozat mellékszerepében      | Brooklyn 99 – Nemszázas körzet                                | Elnyerte |
| 2019 | Gracie Allen Awards                  | Kiemelkedő színésznő vígjátéksorozat mellékszerepében      | Brooklyn 99 – Nemszázas körzet                                | Elnyerte |
| 2019 | IGN Summer Movie Awards              | Legjobb szereplőgárda                                      | Brooklyn 99 – Nemszázas körzet (Megosztva a szereplőgárdával) | Jelölve  |
| 2019 | Imagen Foundation Awards             | Legjobb női mellékszereplő televízióban                    | Brooklyn 99 – Nemszázas körzet                                | Jelölve  |
| 2018 | Imagen Foundation Awards             | Legjobb női mellékszereplő televízióban                    | Brooklyn 99 – Nemszázas körzet                                | Elnyerte |
| 2016 | Imagen Foundation Awards             | Legjobb női mellékszereplő televízióban                    | Brooklyn 99 – Nemszázas körzet                                | Jelölve  |
| 2016 | Online Film & Television Association | Legjobb női mellékszereplő vígjátéksorozatban              | Brooklyn 99 – Nemszázas körzet                                | Jelölve  |
| 2015 | Screen Actors Guild-díj              | Kiemelkedő teljesítmény vígjátéksorozat szereplőgárdájától | Brooklyn 99 – Nemszázas körzet (Megosztva a szereplőgárdával) | Elnyerte |
| 2014 | Imagen Foundation Awards             | Legjobb női mellékszereplő televízióban                    | Brooklyn 99 – Nemszázas körzet                                | Jelölve  |